# 梁 (结构)

简支静定梁，在均布荷载下的弯曲变形

梁是主要承受與其中心軸垂直之荷载的水平结构构件。其形變模式主要是弯曲变形。荷载對梁所施加的力會使得梁的支撐點有反作用力，反作用力和荷载作用在梁上，會產生梁上的剪力、弯矩，也會因而產生內部的應力、應變以及梁的形變。梁的特性包括其支撐的方式、截面形狀、平衡條件、長度以及材質。
梁传统上用来描述建筑或土木工程的结构元素，但在更小结构如卡车或汽车大梁，机器框架和其他机械或结构系统中所包含的梁，也可以用类似的结构力学方法来分析设计。

## 概述
梁主要用来承载垂直重力作用，但也可以承载水平方向作用力（如：地震或风）。梁将承受的荷载转移至柱、墙或其他梁，后者再将荷载转移至受压构件。

## 类型
梁的承载能力主要有截面形式、长度和材料决定。当代建筑中的梁，主要是钢、钢筋混凝土和木材。钢梁最常见的形式是工字钢（或者是指宽翼缘的H型钢），通常被用于钢结构房屋和桥梁中。其他常见的钢梁形式：结构钢（Structural steel）、空心截面結構、钢管（常用于海洋石油平台，不易腐蚀）。
梁按照支承条件区分。不同的约束条件就会有不同的稳定状态和变形。两端铰接的梁称为简支梁（Simply supported）；一端固定，一端自由的梁称为悬臂梁；简支梁外伸，越过支点，称为外伸梁。

## 结构特性

### 转动惯量
物体关于给定轴的转动惯量，表现为要使其绕轴发生角运动，需要多大的力矩。因而，影响转动惯量的不只是物体的质量，还有物体离轴的距离。

简单方梁（A）与工字钢（B）的刚度图比较。工字钢的翼缘部分离轴的距离是方梁上下部分的3倍，因而转动惯量是方梁的9倍（工字钢腹板部分忽略不计）

### 梁中的应力
不同荷载作用时，梁的内部有拉、压和剪切应力。通常，在重力作用下，梁发生向下的微小弯曲变形，因为梁上部受压，下部受拉。在梁的中间，既不受拉也不受压的部分称为中性轴。在支点处，梁承受剪应力。
预应力混凝土梁中，混凝土始终承受压应力； 高强度钢筋先被拉长，然后浇筑混凝土，当混凝土凝固，达到强度要求时，钢筋的约束被释放，混凝土受到巨大的压应力，发生向上的变形；当外部荷载作用时，向上的变形与外部荷载向下的变形抵消，从而提高承载能力。预应力混凝土梁常用于大型桥梁。
梁结构分析的主要工具是欧拉方程。其他用来确定梁挠度的数学方法有虚功法和挠度斜坡法
工程师是在确定挠度感兴趣，因为光束可 能与直接接触，如脆性材料玻璃 。 梁挠度也最小化的审美原因。 一个明显下垂的光束，即使结构安全，很不雅观，要避免。 一个严厉的梁（高弹性模量和高面积二阶矩 ）产生偏转较少。工程师关心梁的挠度问题，因为梁可能与脆断性材料，如玻璃，直接接触。减小挠度还有审美上的原因。一个明显下垂的梁，即使结构上安全，也很不雅观，应该避免。
确定梁力（梁内力的力量施加在横梁上的支持）的数学方法，包括弯矩分配法、撓度法、直接刚度法。
提高梁的刚度（弹性模量和截面二次轴距）可以减小挠度。

## 一般形状
大多数钢筋混凝土建筑中的梁是矩形截面，但最有效的简支梁截面是I形或H型（工字钢与H型钢）。
但I型只是一个方向弯曲时的最优截面。双向弯曲梁的最优截面是箱型，而任意方向弯曲的最优截面是管型。
最优指的是相同横截面积（单位材料量每米），相同荷载下，更少的变形
其他截面形式，如L型钢，C型钢用在特定的场合下。

## 扩展阅读
- . 高等教育出版社. 2010年11月. ISBN 9787040266474.